# 주재덕
주재덕 (周載德, 1985년 7월 25일 ~ )는 대한민국의 축구 선수이다.

## 개요
주재덕은 경남 FC와 전북 현대 모터스에서 후보 골키퍼로 지냈다. 2011년 1월 4일, 대구 FC는 그의 영입을 공식발표하였다.